# Abdul-Rahman ibn Abi Bakr
ʿAbd al-Raḥmān ibn Abu Bakr (arabsko عبد الرحمن بن أبي بكر)  je bil arabski vojskovodja v službi islamskega preroka Mohameda in rašidunskih kalifov Abu Bakra (vladal 632–634) in Omarja (vladal 634–644), * okoli 596 ali 605, Meka, Arabija, † 675, Meka, Onmajadski kalifat.
Bil je sin Mohamedove spremljevalke Um Ruman in brat tretje Mohamedove žene Ajše. Za razliko od preostale družine, vključno z očetom Abu Bakrom in sestro Ajšo, se ni spreobrnil v islam do klenitve Hudajbijskega mirovnega sporazuma leta 628.
Štiri generacije Abd al-Rahmanove družine  so bile spremljevalci (sahabi) islamskega preroka Mohameda, in sicer:  Abd al-Rahman, njegov oče Abu Bakr As-Sidik, njegov stari oče Utman Abu Kuhafa in njegov sin Abu Atik Mohamed. Izročilo pravi, da se s čim takim ni ponašala nobena druga družina.

## Življenje
Pred spreobrnitvijo v islam se je  Abd al-Rahman vojskoval na strani Kurejšev v bitkah pri Badru in Uhudu. 
V bitki pri Badru je imel priložnost ubiti svojega očeta Abu Bakra, a se je obrnil stran. Ko je leta kasneje postal musliman, je to povedal očetu. Abu Bakr mu je na to odgovoril: "Če bi imel jaz takšno priložnost, ti ne bi prizanesel".
V bitki pri Uhudu je pred začetkom spopada stopil pred prednjo vrsto vojakov in izzival na dvoboj. Abu Bakr je izziv sprejel, vendar ga je Mohamed ustavil z besedami: "Spravi svoj meč v nožnico in nam pusti še naprej koristiti tvoje modre nasvete".
Ko je postal musliman, je Abd al-Rahman sodeloval v vseh bitkah, ki so jih vodili muslimani, in pridobil slavo kot oster bojevnik, zlasti med muslimanskim osvajanjem Sirije. Bil je eden od prvakov mubarizuna in kot tak pripadnik elitne rašidunske vojaške enote maburizunov. Enota je bila sestavljena iz elitnih bojevnikov, prvakov  mečevalcev, kokostrelcev in suličarjev. Na bojišču je bila njegova vloga spodkopati moralo sovražnika pred začetkom bitke tako, da je v dvobojih pobil njihove prvake. 
V bitki pri Jamami je ubil Muhakama al-Jamama, poveljujočega generala Musajlimove vojske. 
V bitki pri Jarmuku je vrhovni poveljnik bizantinskih sil izbral pet svojih izbranih bojevnikov, ki so izzvali muslimane na dvoboj. Izziv je sprejel Abd al-Rahman in vse izzivalce drugega za drugim pobil.
V bitki za Bosro v Siriji je vdrl v mesto po podzemnem prehodu. Od tam se je prebil do mestnih vrat in jih odprl, da je skoznje vdrla muslimanska vojska.
Kasneje je bil Abd al-Rahman omenjen kot vpleten v muslimansko kampanjo proti Bahnasi. Bizantinska vojska se je umaknila v mesto Bahnasa in zaprla mestna vrata.  Sledilo je več mesecev trajajoče obleganje, dokler ni Halid ibn al-Valid ukazal Zubairju ibn al-Avamu, Dirarju ibn al-Azvarju in drugim poveljnikom, naj okrepijo oblegovalce. Poveljnikom je dodelil 10.000 prerokovih spremljevalcev, med njimi 70 veteranov bitke pri Badru. Kot eden od rašidunskih poveljnikov je bil omenjen Abd al-Rahman. Bizantinci in njihovi koptski zavezniki so zasipali rašidunsko vojsko s puščicami in kamni, dokler jih rašiduni niso premagali. Mesto se je zatem vdalo. Po pisanju kronik je samo v tej bitki padlo 5000 prerokovih spremljevalcev (sahabah). Več tisoč njihovih grobov je še vedno vidnih.
Muslimanske sile so približno tri leta brez uspeha oblegale Barko (Cirenajka). Halid ibn al-valid, ki je pred tem sodeloval pri osvojitvi Oksirinha, je nazadnje ponudil radikalen načrt: nekaj svojih najboljših vojakov, vključno z Abd al-Rahmanom, Zubairjem ibn al-Avamom, njegovim sinom Abd Alahom, Fadlom ibn Abasom, Abu Masudom al-Badrijem in Abdom al-Razako, je obložene  z vrečami bombaža ponoči s katapultom izstrelil na vrh obzidja. Slednji so pobili stražarje, odprli mestna vrata in omogočili muslimanski vojski, da je osvojila mesto.
Abd al-Rahman ibn Abi Bakr je umrl okoli leta 675, star 70-79 let. Pokopan je bil v Meki.